# Javier Gómez
Francisco Javier Gómez Noya (* 25. března 1983 Basilej) je španělský triatlonista. Narodil se ve Švýcarsku v rodině původem z Galicie, od tří měsíců žije ve Španělsku. V dětství se věnoval kopané a plavání, od patnácti let se zaměřil na triatlon, kvůli problémům se srdeční chlopní mu bylo dovoleno závodit na vrcholové úrovni až v roce 2006. Na Letních olympijských hrách obsadil čtvrté místo, na Letních olympijských hrách 2012 získal stříbrnou medaili. Pětkrát vyhrál mistrovství světa v triatlonu (2008, 2010, 2013, 2014 a 2015), čtyřikrát byl druhý (2007, 2009, 2012 a 2017) a jednou třetí (2011). Vyhrál také Světový pohár v triatlonu 2006, 2007 a 2008, mistrovství Evropy v triatlonu 2007, 2009, 2012 a 2016, mistrovství světa XTERRA 2012 a sérii Ironman 70.3 2014 a 2017. V roce 2013 byl zvolen španělským sportovcem roku, v roce 2016 obdržel Cenu knížete asturského.